# ムアンプレー郡
座標: 北緯18度8分44秒 東経100度8分29秒 / 北緯18.14556度 東経100.14139度
ムアンプレー郡（ムアンプレーぐん）はタイ北部・プレー県にある郡（アムプー）である。プレー県の県庁所在地（ムアン）でもある。

## 名前
ポンナラット (พลรัฐ) 、ポンナコーン (พลนคร) と『年代記』には登場しており、その名前の「ポン」 (พล) の部分が徐々に変化し、たとえばラームカムヘーン大王碑文などではプレー (phlae, แพล) などと見えており、このようにして現在のプレーの表記に落ち着いたと見られている。なお「ポン」とは力という意味である。また、伝説上の君主クンルワン・ポンのことであると推定できる。

## 歴史
プレーはいつ建設されたか分からず、誰が作ったかも判明しない。828年、クンルワン・ポンという人物がチエンセーンから住民を引き連れ定住してきたという伝説もあるが、あくまで伝説である。ただ、スコータイ王朝やラーンナー王朝などと時を同じくして独立した都市国家、プレー王国が誕生していたということは分かっている。
アユタヤ王朝時代には1460年のトライローカナート王の攻撃を筆頭にアユタヤとラーンナー間の高僧の際には何度か攻撃の憂き目に遭っている。その後ラーンナーはビルマの支配下に入るが、プレーも同じくビルマの支配下に入った。
1767年にトンブリー王タークシンがビルマに反旗を翻した際、プレーの国主、パヤー・マンチャイもビルマに反旗を翻した。プレーの国主が『ナーン年代記』にはチャーバーンやカーウィラらとチエンセーンを攻撃した旨が書かれている。その後、プレーは北部の主要都市として機能し、1891年プレーは市となった。

## 地理
プレーはヨム川の形成した台地にある。東は山岳地帯で、森林が豊富であり、ペムアンピー森林公園が設置されている。
交通は国道101号線が南北に通っており、この国道は南はウッタラディットやピッサヌロークなどに通じる国道11号線と接しており、北はナーンに通じパヤオに通じる103号線と接している。

## 経済
市内の主要な産業は農業で、主に稲作が主流である。

## 行政区分
郡内には20のタムボンがあり、その下位に157の村（ムーバーン）が存在する。プレーには自治体（テーサバーン）があるが以下の通りである。
- テーサバーンムアン・プレー・・・タムボン・ナイウィエン全体
- テーサバーンタムボン・トゥンホーン・・・タムボン・トゥンホーン
- テーサバーンタムボン・メーラーイ・・・タムボン・メーラーイ
- テーサバーンタムボン・チョーヘー・・・タムボン・チョーヘー全体およびタムボン・パーデーンの一部

また郡内には15のタムボン行政体（オンカーンボーリハーンスワンタムボン）が設置されている。
1. タムボン・ナイウィエン・・・ตำบลในเวียง
2. タムボン・ナーチャック・・・ตำบลนาจักร
3. タムボン・ナーチャム・・・ตำบลนาชำ
4. タムボン・パーデーン・・・ตำบลป่าแดง
5. タムボン・トゥンホーン・・・ตำบลทุ่งโฮ้ง
6. タムボン・ムアンモー・・・ตำบลเหมืองหม้อ
7. タムボン・ワントン・・・ตำบลวังธง
8. タムボン・メーラーイ・・・ตำบลแม่หล่าย
9. タムボン・フワイマー・・・ตำบลห้วยม้า
10. タムボン・パーメート・・・ตำบลป่าแมต
11. タムボン・バーンティン・・・ตำบลบ้านถิ่น
12. タムボン・スワンクアン・・・ตำบลสวนเขื่อน
13. タムボン・ワンホン・・・ตำบลวังหงส์
14. タムボン・メーカムミー・・・ตำบลแม่คำมี
15. タムボン・トゥンクラーオ・・・ตำบลทุ่งกวาว
16. タムボン・ターカーム・・・ตำบลท่าข้าม
17. タムボン・メーヨム・・・ตำบลแม่ยม
18. タムボン・チョーヘー・・・ตำบลช่อแฮ
19. タムボン・ローンフォーン・・・ตำบลร่องฟอง
20. タムボン・カーンチャナー・・・ตำบลกาญจนา